# 外蒙古撤销自治
外蒙古撤治，或稱中國佔領外蒙古，指1919年11月至1921年，博克多汗国（含唐努烏梁海）以「外蒙古撤消自治」名義被徐樹錚所代表的中華民國北洋政府軍事佔領及直接統治的時期。因為被中華民國視作收復清代蒙古，有文献稱徐树铮收復外蒙。中国军队的短暂占领随后引发了蒙古革命，之後白俄軍、苏俄軍相繼佔領外蒙古。

## 自治时期
1911年，清朝爆發辛亥革命。外蒙古王公拥戴第八世哲布尊丹巴呼图克图为博克多汗，宣布独立，建立大蒙古国，史称博克多汗国。博克多汗国成立后，一直试图寻求俄罗斯的支持。
1915年6月7日，中俄蒙三方在恰克图签订《中俄蒙协约》，外蒙古承诺放弃独立，遵用民國紀年，而中国承诺给予外蒙古高度自治权，协约规定“外蒙古自治区域应以前清驻扎库伦办事大臣、乌里雅苏台将军及科布多参赞大臣管辖之境为限… …是以确定外蒙古疆域及科布多、阿尔泰划界之处，应按照声明文件第五款所载日后商定”，6月9日，哲布尊丹巴政权撤消独立。条约缔定後的第七日，北洋政府任命曾出席恰克图会议的陈箓为中国驻库伦第一任都护使，行使不干涉「自治蒙古」内政的宗主权。不久又任命李垣等佐理都护副使，分驻乌里雅苏台、科布多、买卖城三处。1916年5月8日博克多汗被袁世凯册封为“外蒙翊普辅化博克多哲布尊丹巴呼图克图汗”，仍是外蒙古实际最高统治者。

## 撤销自治
1917年，俄罗斯发生十月革命，陷入动荡的内战。不少俄国白军進入外蒙古境内。1918年2月和4月中旬，北洋政府两次指令驻库伦大员陈毅，让其请求中央政府驻兵外蒙古，直到俄国内战结束为止，被外蒙古当局拒绝，后因前帝俄驻乌里雅苏台领事惧怕苏俄进攻，请求中国政府“迅派重兵保护”，外蒙古当局也感觉到自身的统治受到威胁，派人向北洋政府求救，希望派遣一支部队协防首都库伦。北洋政府当即同意这一请求，
1918年9月下旬绥远骑兵第四团高在田部到达库伦，10月分拨一半兵力驻防买卖城。1919年7月佐理专员严式超联合外蒙古和中国军队攻取俄国白军所占据的唐努乌梁海，7月8日西北边防军第三旅一连抵达库伦。该旅主力由于经费与交通工具筹措困难，9月间才到库伦一团，其余部队10月上旬全部到防，总计达3000余人。
1919年6月，因谢苗诺夫遣人来逼外蒙古当局对是否赞成“大蒙古国”表态，外蒙古王公决定坚决拒绝谢苗诺夫的要求，主张与中央政府合力抵御白俄军事威胁，同时趁此机会改变“自治”以后喇嘛专横的局面，恢复其在“自治”期间受到损害的政治经济利益和传统权力，10月1日，陈毅派驻库大员公署秘书黄成垿赍送《外蒙取消自治后中央待遇外蒙及善后条例》草案入京，10月28日，国务会议决定：将修改过的条件草案交黄成垿带回库伦，电令陈毅“总期喇嘛与王公意见能趋一致，不致发生意外。俟各王公呈文到京，即可将条件公布”。而喇嘛派不愿取消“自治”，派代表赴北京游说，问题陷入僵局。10月29日西北筹边使徐树铮到达外蒙古视察部队，越权插手“撤治”，将博克多汗软禁起来，后不顾外蒙议会的反对，胁迫“内阁总理大臣”贡齐格扎尔赞吉·巴德玛多尔济、“外务大臣”巴林·车林多尔济以及博克多汗签订《改善蒙古未来地位六十四条》，完全放弃外蒙古自治，将一切权力上交中华民国政府。22日，中华民国大总统徐世昌以此为由，宣布外蒙古“取消自治”，废除《中俄蒙协约》。

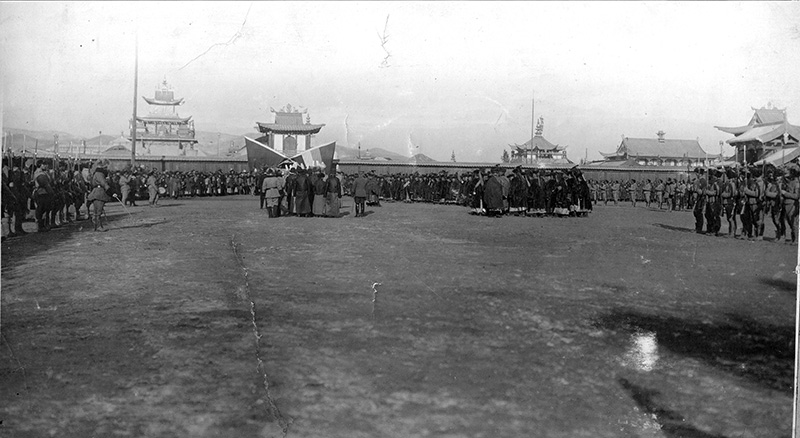
1920年1月的撤销自治仪式

1919年12月1日，徐世昌发布关于外蒙古善后问题的《大总统令》，宣布裁撤原设办事大员，西北筹边使公署统管外蒙古军政事务，政府对哲布尊丹巴授予新的封号。1920年1月1日，在库伦举行册封典礼，随后接收了外蒙古地方官府和驻库办事大员公署，将原外蒙古当局的五个衙门改为总务、兵卫、财计三厅，亲中派的总理大臣巴德玛多尔济被免职。徐树铮在外蒙古强制推行新政改革，致使外蒙古各阶级对北洋政府普遍不满。为镇压这些不满势力，徐树铮将外蒙古颇有名望的芒来巴特尔·达木丁苏隆、哈丹巴特尔·马克思尔扎布等将军逮捕入狱并严刑拷打，更引起蒙古人的愤怒。
道格索姆·鲍道、霍尔洛·乔巴山和达木丁·苏赫巴托尔等外蒙古的共产主义者在苏俄支持下，建立共产主义组织反抗中国的统治，并试图刺杀徐树铮但没有成功。
同年7月，中国爆发直皖战争，徐树铮率主力部队撤离外蒙古前去参战后战败。8月15日，北京政府任命陈毅为西北筹边使，9月10日又改任“库、乌、科、唐镇抚使”。1920年9月13日至10月19日，白俄军迫近库伦，与中国驻军发生激战。此间库伦城防司令褚其祥唯恐活佛背叛，将其软禁在司令部内。这个消息很快传遍各地，库伦及其附近的僧俗大为震动，北洋军又在库伦附近征收给养，抢掠马匹、牛羊，同时还禁止库伦居民出城，搜查街道上的行人，搜刮其银钱财物。

## 结束
罗曼·冯·恩琴男爵率领俄国白军进入外蒙古，由于中国驻军的暴行，加之恩琴以建立“自治蒙古”为号召，大批蒙古普通民众加入恩琴的军队，1921年2月3日，在内有高在田叛乱，外无援军的情况下，恩琴击败褚其祥率领的中国军队，攻占库伦，并于2月22日拥戴博克多汗复位，博克多汗国重建。恩琴被封为达尔罕和硕亲王，然而此时的博克多汗没有任何实权，实权掌握在恩琴的手里。陈毅率领中国驻军及其官员乘汽车逃奔买卖城，并派门炳岳等人前往北京求援。1921年3月13日蒙古人民党在远东共和国境内成立临时蒙古人民政府，3月18日，人民军攻破由中国残余军队驻守的买卖城。1921年5月，中华民国大总统徐世昌任命东三省巡阅使张作霖兼任蒙疆经略使，但奉系军阀拖延发兵外蒙古，最终不了了之。